# Condado de Pottawatomie (Oklahoma)
O Condado de Pottawatomie é um dos 77 condados do estado norte-americano do Oklahoma. A sede do condado é Shawnee, que é também a sua maior cidade.
O condado tem uma área de 2055 km² (dos quais 14 km² estão cobertos por água), uma população de 65 521 habitantes, e uma densidade populacional de 32 hab/km² (segundo o censo nacional de 2000). O condado foi fundado em 1891 e o seu nome provém da tribo ameríndia Potawatomi.